# Paul Hawkins (Rennfahrer)
Robert Paul „Hawkey“ Hawkins (* 12. Oktober 1937 in Melbourne, Australien; † 26. Mai 1969 in Oulton Park, England) war ein australischer Rennfahrer. Sein Vater war ein motorsportbegeisterter Pfarrer.

## Karriere

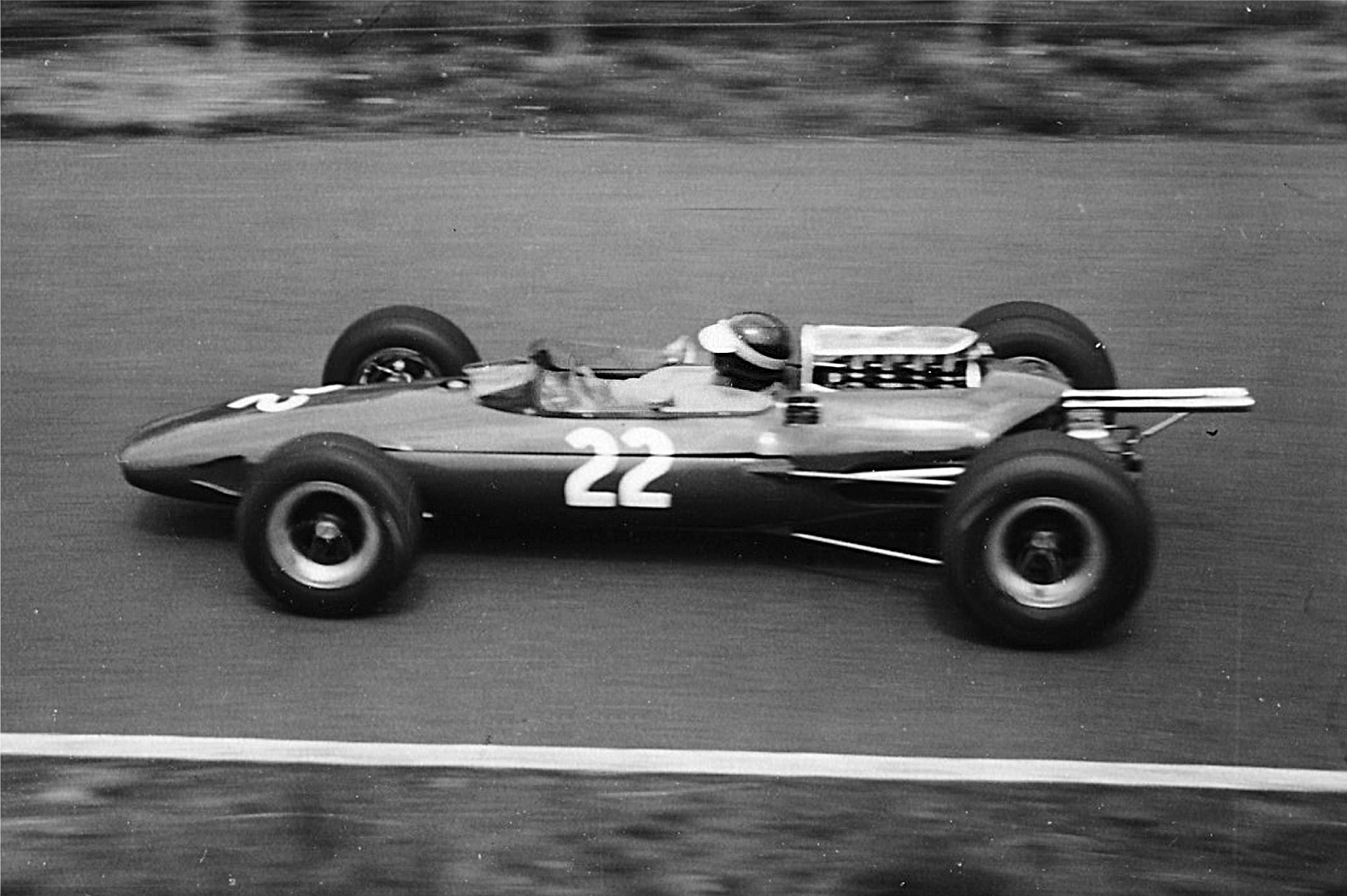
Paul Hawkins beim Training zum GP von Deutschland 1965 mit einem Lotus-Climax von D. W. Racing Enterprises

Hawkins startete in drei Grand-Prix-Rennen, beim Großen Preis von Südafrika 1965 mit einem Brabham BT10, beim Großen Preis von Monaco 1965 und beim Großen Preis von Deutschland 1965. In Monaco stürzte er mit seinem privaten Lotus 33 in das Hafenbecken – vergleichbar mit dem Unfall von Alberto Ascari – ohne sich jedoch ernsthaft zu verletzen.
Obwohl Hawkins durch die Formel 3 in Europa bekannt wurde, war er weniger Monoposto- als Sportwagenfahrer. Er startete unter anderem im Ford GT40 und im Lola T70. Seinen größten Erfolg hatte er 1967, als er zusammen mit Rolf Stommelen im Porsche 910 die Targa Florio gewann. 1968 siegte er gemeinsam mit David Hobbs beim zur Sportwagen-Weltmeisterschaft zählenden 1000-km-Rennen von Monza. Einsatzwagen war ein von John Wyer gemeldeter Ford GT40. Einen weiteren Erfolg feierte er 1967 mit Jacky Ickx auf einem Mirage M1 beim 1000-km-Rennen von Paris.
Er starb 31-jährig am 26. Mai 1969 bei der RAC Tourist Trophy in Island Bend, einer Kurve des Circuits in Oulton Park (GB), nachdem er die Kontrolle über seinen Lola T70GT verloren hatte. Der Wagen überschlug sich mehrfach und brannte aus. Hawkins erstickte im Wagen. David Piper über Paul Hawkins: „Er lebte hart, er fuhr hart und er starb hart.“

## Statistik

### Statistik in der Automobil-Weltmeisterschaft
Diese Statistik nennt die Teilnahmen des Fahrers an der Automobil-Weltmeisterschaft 1965, die heute als Formel-1-Weltmeisterschaft bezeichnet wird.

#### Gesamtübersicht
| Saison | Team                      | Chassis      | Motor         | Rennen | Siege | Zweiter | Dritter | Poles | schn. Rennrunden | Punkte | WM-Pos. |
| ------ | ------------------------- | ------------ | ------------- | ------ | ----- | ------- | ------- | ----- | ---------------- | ------ | ------- |
| 1965   | John Willment Automobiles | Brabham BT10 | Ford 1.5 L4   | 1      | −     | −       | −       | −     | −                | −      | −       |
| 1965   | DW Racing Enterprises     | Lotus 33     | Climax 1.5 V8 | 2      | −     | −       | −       | −     | −                | −      | −       |
| Gesamt | Gesamt                    | Gesamt       | Gesamt        | 3      | −     | −       | −       | −     | −                | −      |         |

#### Einzelergebnisse
| Saison | 1  | 2 | 3 | 4 | 5 | 6   | 7 | 8 | 9 | 10 |
| ------ | -- | - | - | - | - | --- | - | - | - | -- |
| 1965   |    |   |   |   |   |     |   |   |   |    |
| 9      | 10 |   |   |   |   | DNF |   |   |   |    |

| Legende  | Legende            | Legende                                                          |
| Farbe    | Abkürzung          | Bedeutung                                                        |
| -------- | ------------------ | ---------------------------------------------------------------- |
| Gold     | –                  | Sieg                                                             |
| Silber   | –                  | 2. Platz                                                         |
| Bronze   | –                  | 3. Platz                                                         |
| Grün     | –                  | Platzierung in den Punkten                                       |
| Blau     | –                  | Klassifiziert außerhalb der Punkteränge                          |
| Violett  | DNF                | Rennen nicht beendet (did not finish)                            |
| Violett  | NC                 | nicht klassifiziert (not classified)                             |
| Rot      | DNQ                | nicht qualifiziert (did not qualify)                             |
| Rot      | DNPQ               | in Vorqualifikation gescheitert (did not pre-qualify)            |
| Schwarz  | DSQ                | disqualifiziert (disqualified)                                   |
| Weiß     | DNS                | nicht am Start (did not start)                                   |
| Weiß     | WD                 | zurückgezogen (withdrawn)                                        |
| Hellblau | PO                 | nur am Training teilgenommen (practiced only)                    |
| Hellblau | TD                 | Freitags-Testfahrer (test driver)                                |
| ohne     | DNP                | nicht am Training teilgenommen (did not practice)                |
| ohne     | INJ                | verletzt oder krank (injured)                                    |
| ohne     | EX                 | ausgeschlossen (excluded)                                        |
| ohne     | DNA                | nicht erschienen (did not arrive)                                |
| ohne     | C                  | Rennen abgesagt (cancelled)                                      |
| ohne     | keine WM-Teilnahme |                                                                  |
| sonstige | P/fett             | Pole-Position                                                    |
| sonstige | 1/2/3/4/5/6/7/8    | Punktplatzierung im Sprint-/Qualifikationsrennen                 |
| sonstige | SR/kursiv          | Schnellste Rennrunde                                             |
| sonstige | *                  | nicht im Ziel, aufgrund der zurückgelegten Distanz aber gewertet |
| sonstige | ()                 | Streichresultate                                                 |
| sonstige | unterstrichen      | Führender in der Gesamtwertung                                   |

### Le-Mans-Ergebnisse
| Jahr | Team                    | Fahrzeug                     | Teamkollege         | Platzierung             | Ausfallgrund  |
| ---- | ----------------------- | ---------------------------- | ------------------- | ----------------------- | ------------- |
| 1961 | Donald Healey Motor Co. | Austin Healey Sebring        | John K. Colgate jr. | Ausfall                 | Ventilschaden |
| 1965 | Donald Healey Motor Co. | Austin Healey Sebring Sprite | John Rhodes         | Rang 12 und Klassensieg |               |
| 1966 | Holman & Moody          | Ford GT40 Mk.II              | Mark Donohue        | Ausfall                 | Differential  |
| 1967 | Shelby American Inc.    | Ford GT40 Mk.IIB             | Ronnie Bucknam      | Ausfall                 | Ventilschaden |
| 1968 | John Wyer Automotive    | Ford GT40                    | David Hobbs         | Ausfall                 | Motorschaden  |

### Sebring-Ergebnisse
| Jahr | Team                    | Fahrzeug                     | Teamkollege   | Platzierung             | Ausfallgrund |
| ---- | ----------------------- | ---------------------------- | ------------- | ----------------------- | ------------ |
| 1961 | John Sprinzel           | Austin-Healey Sebring Sprite | Cyril Simson  | Rang 37                 |              |
| 1965 | Donald Healey Motor Co. | Austin-Healey 3000           | Warwick Banks | Rang 17 und Klassensieg |              |
| 1966 | Donald Healey Motor Co. | Austin-Healey Sprite         | Timo Mäkinen  | Rang 18                 |              |
| 1968 | J. W. Engineering       | Ford GT40                    | David Hobbs   | nicht klassiert         |              |

### Einzelergebnisse in der Sportwagen-Weltmeisterschaft
| Saison | Team                                                          | Rennwagen                                                | 1   | 2   | 3   | 4   | 5   | 6   | 7   | 8   | 9   | 10  | 11  | 12  | 13  | 14  | 15  | 16  | 17  | 18  | 19  | 20  | 21  | 22  |
| ------ | ------------------------------------------------------------- | -------------------------------------------------------- | --- | --- | --- | --- | --- | --- | --- | --- | --- | --- | --- | --- | --- | --- | --- | --- | --- | --- | --- | --- | --- | --- |
| 1960   | Team 221                                                      | Austin-Healey Sprite                                     | BUA | SEB | TAR | NÜR | LEM |     |     |     |     |     |     |     |     |     |     |     |     |     |     |     |     |     |
| 1960   | Team 221                                                      | Austin-Healey Sprite                                     | 38  |     |     |     |     |     |     |     |     |     |     |     |     |     |     |     |     |     |     |     |     |     |
| 1961   | John Sprinzel Donald Healey Motor Company                     | Austin-Healey Sprite                                     | SEB | TAR | NÜR | LEM | PES |     |     |     |     |     |     |     |     |     |     |     |     |     |     |     |     |     |
| 1961   | John Sprinzel Donald Healey Motor Company                     | Austin-Healey Sprite                                     | 37  |     | DNF | DNF |     |     |     |     |     |     |     |     |     |     |     |     |     |     |     |     |     |     |
| 1962   | Ian Walker                                                    | Lotus 23                                                 | DAY | SEB | SEB | MAI | TAR | BER | NÜR | LEM | TAV | CCA | RTT | NÜR | BRI | BRI | PAR |     |     |     |     |     |     |     |
| 1962   | Ian Walker                                                    | Lotus 23                                                 |     |     |     |     |     |     | DNF |     | 22  |     |     |     |     |     |     |     |     |     |     |     |     |     |
| 1963   | Ian Walker                                                    | Lotus 23                                                 | DAY | SEB | SEB | TAR | SPA | MAI | NÜR | CON | ROS | LEM | MON | WIS | TAV | FRE | CCE | RTT | OVI | NÜR | MON | MON | TDF | BRI |
| 1963   | Ian Walker                                                    | Lotus 23                                                 |     |     |     |     |     |     |     |     |     | DNF |     |     |     |     |     |     |     |     |     |     |     |     |
| 1964   | John Willment                                                 | Shelby Cobra                                             | DAY | SEB | TAR | MON | SPA | CON | NÜR | ROS | LEM | REI | FRE | CCE | RTT | SIM | NÜR | MON | TDF | BRI | BRI | PAR |     |     |
| 1964   | John Willment                                                 | Shelby Cobra                                             |     |     |     | 44  |     |     |     |     |     |     |     |     |     |     |     |     |     |     |     |     |     |     |
| 1965   | Donald Healey Motor Company BMC Don Moore                     | Austin-Healey 3000 Porsche 904 Austin-Healey Sprite      | DAY | SEB | BOL | MON | MON | RTT | TAR | SPA | NÜR | MUG | ROS | LEM | REI | BOZ | FRE | CCE | OVI | NÜR | BRI | BRI |     |     |
| 1965   | Donald Healey Motor Company BMC Don Moore                     | Austin-Healey 3000 Porsche 904 Austin-Healey Sprite      |     | 17  |     |     |     |     | 21  |     | DNF |     |     | 12  | 6   |     |     |     |     |     |     |     |     |     |
| 1966   | NART Donald Healey Epstein Enterprises Porsche Holman & Moody | Ferrari 250LM Austin-Healey Sprite Porsche 906 Ford GT40 | DAY | SEB | MON | TAR | SPA | NÜR | LEM | MUG | CCE | HOK | SIM | NÜR | ZEL |     |     |     |     |     |     |     |     |     |
| 1966   | NART Donald Healey Epstein Enterprises Porsche Holman & Moody | Ferrari 250LM Austin-Healey Sprite Porsche 906 Ford GT40 | DNF | 18  |     | 30  | 7   | 4   | DNF |     |     |     |     |     |     |     |     |     |     |     |     |     |     |     |
| 1967   | Jackie Epstein Porsche Shelby Paul Hawkins Scuderia Ferrari   | Lola T70 Porsche 910 Ford GT40 Ferrari 330P4             | DAY | SEB | MON | SPA | TAR | NÜR | LEM | HOK | MUG | BRH | CCE | ZEL | OVI | NÜR |     |     |     |     |     |     |     |     |
| 1967   | Jackie Epstein Porsche Shelby Paul Hawkins Scuderia Ferrari   | Lola T70 Porsche 910 Ford GT40 Ferrari 330P4             |     |     |     | 4   | 1   | 2   | DNF |     |     | 6   |     | 1   |     |     |     |     |     |     |     |     |     |     |
| 1968   | J. W. Automotive Paul Hawkins                                 | Ford GT40                                                | DAY | SEB | BRH | MON | TAR | NÜR | SPA | WAT | ZEL | LEM |     |     |     |     |     |     |     |     |     |     |     |     |
| 1968   | J. W. Automotive Paul Hawkins                                 | Ford GT40                                                | DNF | DNF | 4   | 1   |     | 3   | 4   | 2   | 3   | DNF |     |     |     |     |     |     |     |     |     |     |     |     |
| 1969   | Paul Hawkins David Piper                                      | Lola T70                                                 | DAY | SEB | BRH | MON | TAR | SPA | NÜR | LEM | WAT | ZEL |     |     |     |     |     |     |     |     |     |     |     |     |
| 1969   | Paul Hawkins David Piper                                      | Lola T70                                                 |     |     | DNF | DNF |     | 8   |     |     |     |     |     |     |     |     |     |     |     |     |     |     |     |     |